# Ron Miles
Ron Miles (Indianápolis, Indiana, 9 de mayo de 1963 - Denver, Colorado, 8 de marzo de 2022) fue un trompetista de jazz estadounidense.

## Trayectoria
Creció en Denver y comenzó a tocar la trompeta bajo la influencia de la música de Dizzy Gillespie y Maynard Ferguson. Estudió en la Universidad de Colorado con John Gunther de 1981 a 1985, y se graduó de la Escuela de Música de Manhattan en 1986. Luego se convirtió en profesor asistente de música en el Metropolitan State College de Denver. En 1986 grabó dos álbumes con su propio nombre (Distance for Safety y Witness). En 1992 tocó en una orquesta de teatro que realizó una gira por Italia y luego en la Ellington Orchestra dirigida por Mercer Ellington. Desde mediados de la década de 1990 trabajó con Ginger Baker (Coward of the County, 1999) y con Bill Frisell en su álbum Quartet (1996) y en 1999 en The Sweetest Punch con arreglos de Frisell de composiciones de Elvis Costello y Burt Bacharach. En 2001 grabó el álbum a dúo Heaven con Frisell (en el sello Sterling Circle). En el mismo año apareció en The Anomaly de DJ Logic. Laughing Barrel siguió en 2002 como cuarteto con el guitarrista Brandon Ross, el bajista Anthony Cox y el baterista Rudy Royston. 
También grabó álbumes con el saxofonista tenor Fred Hess, el cantante Joe Henry y Wayne Horvitz. En 2016 trabajó en la producción de jazz de Matt Wilson, Honey and Salt: Music Inspired by the Poetry of Carl Sandburg.
Los autores Richard Cook y Brian Morton no ven referencias explícitas a su "tocayo" Miles Davis. Más bien, Ron Miles integra influencias de King Oliver ( Parade ) y Dave Douglas, especialmente en su álbum en cuarteto Laughing Barrel, al que otorgan la calificación más alta.
El título del álbum Rainbow Sign (2020) también es una referencia a una canción de la familia Carter. Contiene nueve nuevas composiciones propias y se ha grabado con un quinteto de estrellas.

## Discografía

### Como líder
- 1987: Distance for Safety (Prolific)
- 1989: Witness (Capri)
- 1996: My Cruel Heart (Gramavision)
- 1997: Women's Day (Gramavision)
- 2000: Ron Miles Trio (Capri)
- 2002: Heaven (Sterling Circle), with Bill Frisell
- 2003: Laughing Barrel (Sterling Circle)
- 2006: Stone / Blossom (Sterling Circle)
- 2012: Quiver with Bill Frisell and Brian Blade (Yellowbird)
- 2014: Circuit Rider with Bill Frisell and Brian Blade (Yellowbird)
- 2017: I Am a Man with Bill Frisell, Brian Blade, Jason Moran & Thomas Morgan (Yellowbird)
- 2020 : Rainbow Sign (Bluenote)

### Con Ginger Baker and the DJQ2O
- 1999: Coward of the County (Atlantic)

### Con Bill Frisell
- 1996: Quartet (Nonesuch)
- 1999: The Sweetest Punch (Decca, 1999) with Elvis Costello
- 2001: Blues Dream (Nonesuch)
- 2007: Floratone (Blue Note) with Floratone
- 2008: History, Mystery (Nonesuch)
- 2012: Floratone II (Savoy Jazz) with Floratone

### Con Ben Goldberg
- 2009: Go Home

### Con Fred Hess
- 2002: The Long and Short of It
- 2004: Crossed Paths
- 2006: How Bout' Now
- 2007: In the Grotto
- 2008: Single Moment

### Con Joe Henry
- 2003: Tiny Voices with Don Byron

### Con Wayne Horvitz
- 2006: Way Out East

### Con Rich Lamb
- 2008: Music Along the Way

### Con Jason Steele
- 2007: Some Wonderful Moment

### Con Whirlpool
- 2015: Dancing on the Inside

### Con Joshua Redman
- 2018: Still Dreaming